# Gőzpirolízis
Gőzpirolízis: szigorú termikus krakkolás, mellyel szénhidrogénekből (etán, benzin, gázolaj) állítanak elő könnyű olefineket. A pirolizáló csőkemencében 750–900 °C hőmérsékleten rövid tartózkodási időt (~0,25 s) tartanak, és a szénhidrogének parciális nyomását vízgőzzel csökkentik (0,3–0,5 kg vízgőz: 1 kg benzin), így szorítva vissza a kokszképződést.